# 松風町 (函館市)

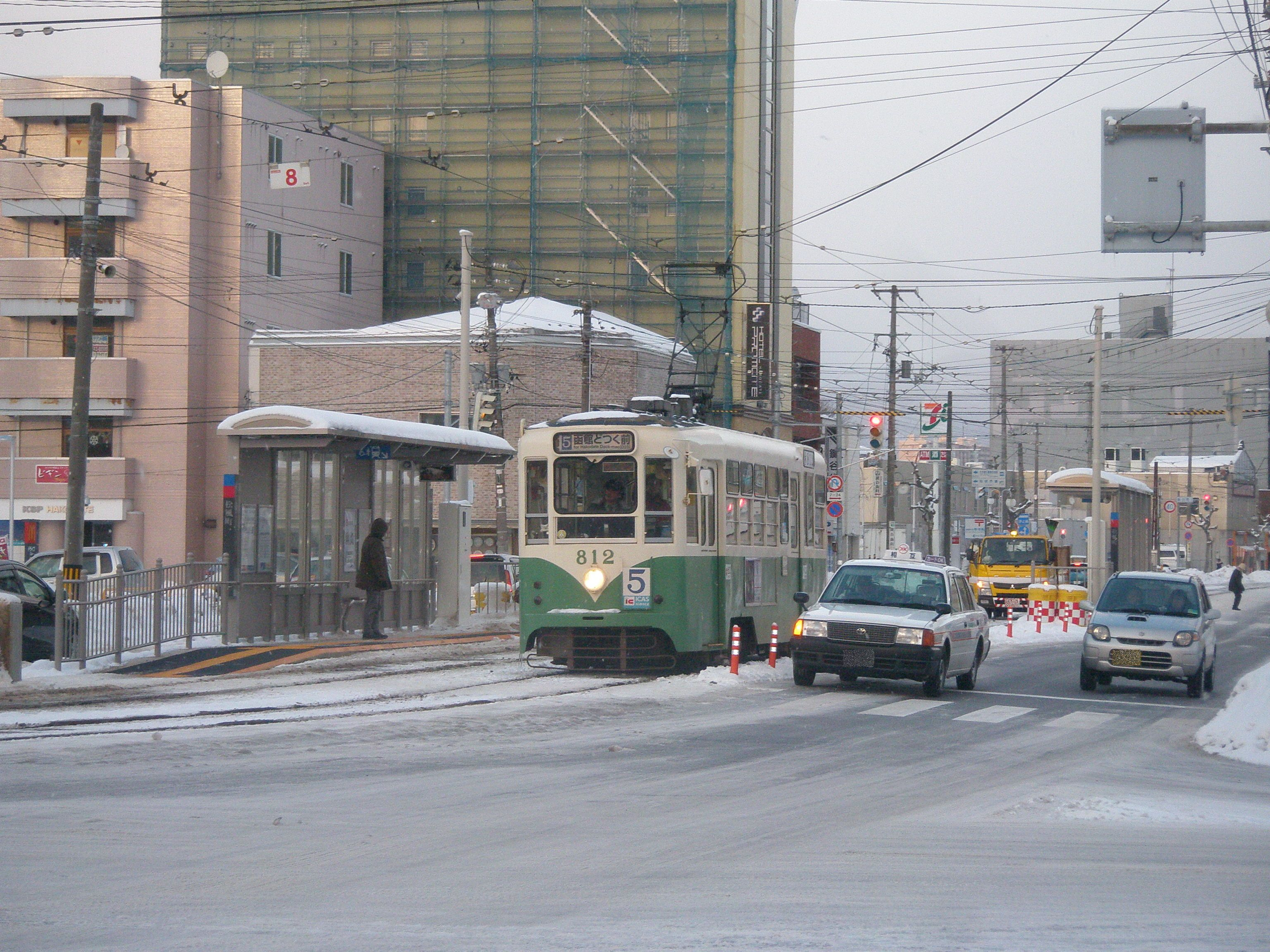
函館市電松風町停留場・全景
（2017年12月20日撮影）

松風町（まつかぜちょう）とは、北海道函館市にある町丁である。

## 概要
函館市の旧市街地が乗る砂州上の中央部にある町丁。1899年（明治32年）、旧東川町より分割されたものでその町丁名由来は成田山（成田山函館別院函館寺）や新川小辺に小松林（防風林、防砂林）があったからである。

## 主な施設
- 交通
  - 道路
    - 国道278号
    - 北海道道83号函館南茅部線

  - 函館市企業局交通部
    - 松風町停留場
- 金融機関
  - 渡島信用金庫函館支店
- 商業・娯楽施設
  - サテライト松風（函館競輪場外車券場）
  - シネマ太陽函館

### かつてあった主要施設
- 金融機関
  - 北洋銀行函館支店
- 商業・娯楽施設
  - 彩華デパート
  - 函館東宝
  - 函館映劇